# Ralph Guise-Rübe
Ralph Guise-Rübe (* 1966 in Kassel) ist ein deutscher Jurist, Richter und seit 2014 Präsident des Landgerichts Hannover.

## Leben
Nach seinem Schulbesuch studierte Ralph Guise-Rübe an der Georg-August-Universität Göttingen, wo er 1996 seine Dissertation unter dem Titel Das Nachschieben von Verfahrensrügen in der Revision des Strafprozesses und die Möglichkeit der Wiedereinsetzung in den vorigen Stand vorlegte.
Ebenfalls 1996 begann Guise-Rübes juristische Laufbahn zunächst als Richter auf Probe, ab 1999 als Richter am Landgericht Göttingen. 2002 wurde er Richter am Oberlandesgericht Celle und übernahm im selben Jahr bis 2009 die Leitung des Referats IuK-Technik und Qualitätssicherung des Niedersächsischen Justizministeriums. Zuletzt als Leitender Ministerialrat war er in dieser Zeit zuständig für die Reorganisation der Betriebsabläufe der Informationstechnik (IT) im Zusammenhang mit rund 15.000 Arbeitsplätzen, dem elektronischen Rechtsverkehr in der öffentlichen Verwaltung sowie einer strategischen Neuausrichtung der unter EUREKA und EUREKA-Fach bekannten Fachverfahren.
Nachdem Ralph Guise-Rübe von 2009 bis 2014 als Präsident dem Landgericht Hildesheim vorgesessen hatte, übernahm er am 9. April 2014 die Präsidentschaft über das Landgericht Hannover in der Nachfolge von Dieter Schneidewind. Seine Bewerbung auf die Präsidentschaft des Oberlandesgerichts Celle scheiterte im Jahr 2018 ebenso wie seine gegen die Ernennung von Stefanie Otte zur Präsidentin in Celle gerichtete   Konkurrentenklage auch zweitinstanzlich vor dem Niedersächsischen Oberverwaltungsgericht mit Sitz in Lüneburg. Eine daraufhin von Guise-Rübe gegen diese verwaltungsgerichtlichen Entscheidungen erhobene Verfassungsbeschwerde wurde vom Bundesverfassungsgericht mit begründeten Beschluss vom 4. Juli 2018 nicht zur Entscheidung angenommen.
Ralph Guise-Rübe begann etwa im Jahr 2009 – angeregt durch einen Vortrag des Club-of-Rome-Mitglieds Franz Josef Radermacher im Rotary-Club Hildesheim – sich mit den Folgen der Globalisierung zu beschäftigen. In der Folge engagierte sich Guise-Rübe in Projekten der Entwicklungshilfe, übernahm ab 2014 über das Kinderhilfswerk ChildFund Patenschaften für fünf Kinder auf den Philippinen, in Indien, in Brasilien, Äthiopien und Uganda. Über seine Besuche bei seinen Patenkindern in deren Heimatländern berichtete er in Sozialen Medien, obwohl ihm Kritiker deshalb einen Hang zur Selbstdarstellung vorwarfen. Denen entgegnete der Landgerichtspräsident, dass sich durch seine Aktivitäten weitere Bekannte und Freunde an ähnlichen Hilfsprojekten beteiligt hätten – „[...] und das zählt“.
Ralph Guise-Rübe wurde gemäß § 70 in Verbindung mit § 72 Abs. 4 des Kammergesetzes für die Heilberufe zum Vorsitzenden der 2. Kammer des Ärztlichen Berufsgerichts Niedersachsen mit Sitz in Hannover berufen. Seine Amtszeit begann am 1. August 2016 und endete am 31. Dezember 2018.
Ralph Guise-Rübe ist geschieden und hat zwei Kinder.

## Schriften (Auswahl)
- Das Problem des Nachschiebens von Verfahrensrügen in der Revision des Strafprozesses, gedruckt als Maschinenschrift, zugleich Dissertation 1996 an der Universität Göttingen unter dem Titel Das Nachschieben von Verfahrensrügen in der Revision des Strafprozesses und die Möglichkeit der Wiedereinsetzung in den vorigen Stand, Aachen: Shaker, ISBN 978-3-8265-5580-0 und ISBN 3-8265-5580-5; Inhaltsverzeichnis
- Der Richterarbeitsplatz im Jahr 2020 – Überlegungen zu einer neuen Arbeitsweise und Arbeitskultur in der Justiz als Folge der Globalisierung und des Wechsels der Generationen, in Peter Götz von Olenhusen (Hrsg.): 300 Jahre Oberlandesgericht Celle. Festschrift zum 300jährigen Jubiläum am 14. Oktober 2011, Göttingen: Vandenhoeck & Ruprecht, 2011, ISBN 978-3-525-10562-7, S. 599–616; Vorschau über Google-Bücher
- Thorsten Moos, Franz Josef Radermacher, Eckhard Gorka, Ralph-Guise-Rübe: Verantwortung und Gerechtigkeit im Zeitalter der Globalisierung, 88 Seiten mit einer DVD, Hildesheim; Zürich; New York, NY: Olms, 2013, ISBN 978-3-487-08532-6; Inhaltsverzeichnis und Inhaltstext